# Miss Latinoamérica 2014
La 3° edición del concurso Miss Latinoamérica se realizó el 20 de septiembre en el Fantastic Casino de la Ciudad de Panamá, Panamá, en donde 20 chicas representantes de diferentes países y territorios autónomos latinoamericanos concursaron en el certamen. Al final de evento Ángela Ramírez, Miss Latinoamérica 2013 de la Región Andina Venezuela coronó a Eliana Olivera de Uruguay (Punta del Este) como la nueva Miss Latinoamérica 2014. Anexo:Miss Grand Ecuador

## Posiciones
| Resultado                   | Delegada                                                 |
| Miss Latinoamérica 2014     | Uruguay (Punta del Este) - Eliana Sabrina Olivera Gonnet |
| Virreina Latinoamérica 2014 | Isla Los Roques - Mariana Romero                         |
| Princesa Latinoamérica      | Cuba - Dayana Valdez                                     |
| 1.ª. Finalista              | Costa Rica - Brenda Giselle Castro Madrigal              |
| 2.ª. Finalista              | Panamá Iriam Rodríguez                                   |
| 3.ª. Finalista              | Antioquia (Colombia) - Daniela Salazar Restrepo          |
| 4.ª. Finalista              | Honduras - Yunabel Unzu                                  |

## Premios Especiales
| Premio           | Candidata                                       |
| Mejor Cuerpo     | Costa Rica - Brenda Giselle Castro Madrigal     |
| Mejor Pasarela   | Isla Los Roques - Mariana Romero                |
| Mayor Proyección | Costa Rica - Brenda Giselle Castro Madrigal     |
| Miss Fotogénica  | Antioquia (Colombia) - Daniela Salazar Restrepo |
| Mejor Rostro     | Antioquia (Colombia) - Daniela Salazar Restrepo |

### Mejor Cuerpo
| Posición       | Candidata                                   |
| Mejor Cuerpo   | Costa Rica - Brenda Giselle Castro Madrigal |
| 1.ª. Finalista | Isla Los Roques - Mariana Romero            |
| 2.ª. Finalista | Panamá - Iriam Rodríguez                    |

## Candidatas
20 candidatas han sido confirmadas:
| País/Territorio          | Candidata                       | Medidas  |
| Antioquia (Colombia)     | Daniela Salazar Restrepo        | 88/63/92 |
| Argentina                | Gabriela Arias                  | 90/60/91 |
| Aruba                    | Irene Rodríguez Chacón          | 90/60/90 |
| Belice                   | Alejandra Romero                | 88/60/92 |
| Bolivia                  | Ibiss Brenda Sánchez Serrano    | 90/60/90 |
| Brasil                   | Keyti Alencar                   | 90/66/94 |
| Colombia                 | Yagil Estefany Castro Contreras | 89/60/89 |
| Costa Rica               | Brenda Giselle Castro Madrigal  | 90/60/90 |
| Cuba                     | Dayana Valdez                   | 90/62/91 |
| Honduras                 | Yunabel Unzu                    | 90/60/90 |
| Isla Los Roques          | Mariana Romero                  | 90/60/90 |
| México                   | Karla Susana Rodríguez          | 87/60/88 |
| Nicaragua                | Doris Lisseth Hidalgo           | 89/59/89 |
| Panamá                   | Iriam Rodríguez                 | 89/60/90 |
| Paraguay                 | Michell Marín                   | 90/60/90 |
| Perú                     | Nicole Santillán                | 84/62/89 |
| Uruguay                  | Agustina Trindade               | 90/60/90 |
| Uruguay (Punta del Este) | Eliana Sabrina Olivera Gonnet   | 90/60/90 |
| USA Latina               | Frances Quezada                 | 88/62/90 |
| Venezuela                | María E. Perdomo                | 90/60/90 |